# Pietro Giocondo Salvaj
Pietro Giocondo Salvaj di Govone (Casale Monferrato, 27 aprile 1815 – Alessandria, 1º marzo 1897) è stato un vescovo cattolico italiano.

## Biografia
Prima dell'ordinazione episcopale fu arcidiacono del capitolo della cattedrale di Alba, vicario generale della diocesi e rettore del Seminario diocesano. Eletto vescovo di Alessandria nel 1872, fu consacrato nella cattedrale di Alba il 2 marzo 1873 dal vescovo monsignor Galletti, consacranti due vescovi albesi: Moreno e Formica. Prese possesso canonico della diocesi di Alessandria il 22 marzo 1873.
Il suo ingresso fu un momento di distensione nei rapporti tra Chiesa ed autorità civili della città, tesi per gli sviluppi della questione romana e per il diniego, opposto dal Comune, a celebrare le esequie del suo predecessore Giacomo Antonio Colli, e vide la partecipazione della giunta comunale e del prefetto.
Iniziò i restauri della chiesa di San Pietro e San Marco al fine di trasformarla in duomo.
Fu molto attivo in ambito sociale: promosse la fondazione del giornale diocesano e favorì la nascita delle prime associazioni cattoliche.
Dapprima tumulato nella cappella dei vescovi presso il cimitero di Alessandria, il suo corpo è ora sepolto nella cappella di San Giuseppe nella cattedrale di Alessandria.

## Genealogia episcopale
La genealogia episcopale è:
- Cardinale Scipione Rebiba
- Cardinale Giulio Antonio Santori
- Cardinale Girolamo Bernerio, O.P.
- Arcivescovo Galeazzo Sanvitale
- Cardinale Ludovico Ludovisi
- Cardinale Luigi Caetani
- Cardinale Ulderico Carpegna
- Cardinale Paluzzo Paluzzi Altieri degli Albertoni
- Papa Benedetto XIII
- Papa Benedetto XIV
- Papa Clemente XIII
- Cardinale Marcantonio Colonna
- Cardinale Giacinto Sigismondo Gerdil, B.
- Cardinale Giulio Maria della Somaglia
- Cardinale Luigi Lambruschini, B.
- Vescovo Giovanni Tommaso Ghilardi, O.P.
- Vescovo Eugenio Roberto Galletti
- Vescovo Pietro Giocondo Salvaj